# Смерть Дракулы (фильм, 1980)
«Смерть Дра́кулы» (англ. Dracula's Last Rites) — фильм ужасов 1980 года с участием Патриции Хаммонд и Джеральда Филдинга, режиссёра Домоника Пэриса.

## Сюжет
Группа вампиров: местный гробовщик по имени Лукард (имя Дракула, записанное наоборот), шериф, доктор и водитель скорой помощи, промышляют тем, что выпивают кровь жертв несчастных случаев. Доктор посылает ещё живых жертв несчастных случаев и фальшивые свидетельства о смерти гробовщику Лукарду. Затем они вбивают кол в сердце жертвы для того, чтоб жертва не восстала из мертвых в качестве вампира и не конкурировала за ограниченные возможности получения крови новых жертв. Неконтролируемый вампир случайно освобождается, когда семье возвращают тело, до того как Лукард смог правильно вбить кол новоиспеченной жертве.
Фильм снимался в городе Вайнленд, штат Нью-Джерси.

## В ролях
- Патриция Хаммонд — Мари
- Джеральд Филдинг — А. Лукард
- Мими Уэдделл — Миссис Бредли[4]
- Виктор Хорхе — Доктор Каммингс
- Майкл Лалли — Тед